# Cakewalk

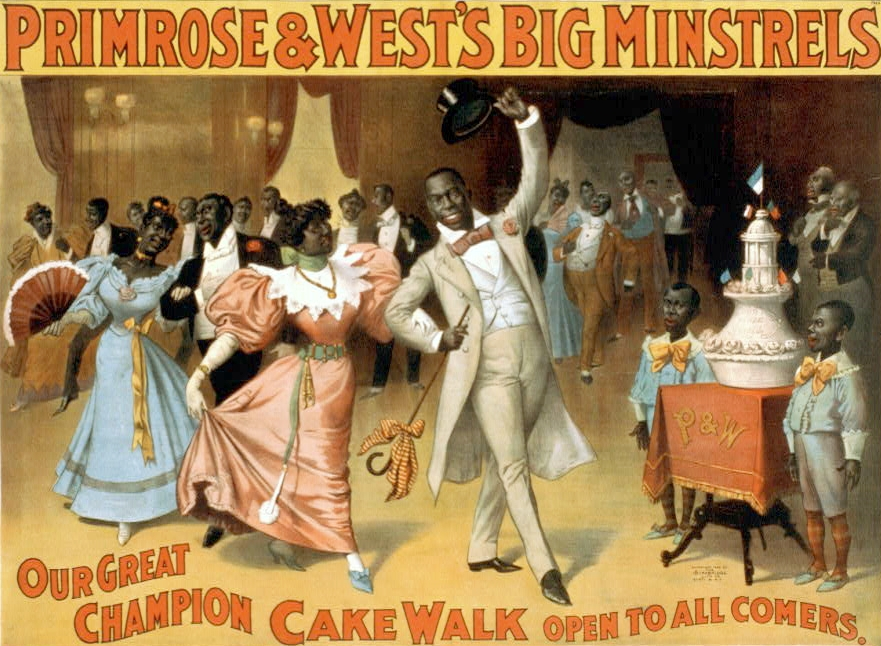
Gran competició de cake-walk oberta a tots els públics.
Cartell d'espectacle americà del 1896.

El cakewalk és un ball que es va desenvolupar a les plantacions de cotó de Florida, i que es va posar de moda al voltant del 1880 als EUA, fet que fa de l'estil un gènere purament estatunidenc. L'estil està estretament lligat amb el ragtime. El ball imita amb ironia, de fet amb to burlesc, l'actitud dels amos de les plantacions. Va ser importat a Europa cap al 1900 mitjançant els music-halls.